# Manuslederkop
De manuslederkop (Philemon albitorques) is een zangvogel uit de familie van de honingeters. Deze soort behoort tot een groep van nauw verwante soorten lederkoppen op eilanden in het oosten van de Indische Archipel zoals de
morotailederkop (P. fuscicapillus), ceramlederkop (P. subcorniculatus), burulederkop (P. moluccensis), tanimbarlederkop (P. plumigenis), Timorese helmlederkop (P. buceroides), bismarcklederkop (P. cockerelli) en Eichhorns lederkop (P. eichhorni).

## Verspreiding en leefgebied
De soort is een endemische vogel op het eiland Manus en een paar dichtbijgelegen kleine eilandjes (Admiraliteitseilanden, Papoea-Nieuw-Guinea).

## Status
De grootte van de populatie is niet gekwantificeerd, maar de vogel komt algemeen voor. Om deze reden staat deze lederkop als niet bedreigd op de Rode Lijst van de IUCN.